# ترومای بین نسلی
ترومای بین نسلی (انگلیسی: Transgenerational trauma) اثرات روانی و فیزیولوژیکی است که ضربه‌های روحی افراد بر نسل‌های بعدی آن گروه می‌گذارد. راه‌های اصلی انتقال، محیط رحم در دوران بارداری است که باعث تغییرات اپی ژنتیک در جنین در حال رشد می‌شود، و محیط خانوادگی مشترک نوزاد باعث تغییرات روانی، رفتار و اجتماعی در فرد می‌شود.